# Inaam Kachachi
Inaam Kachachi (en arabe : انعام كحه جه) est une journaliste et écrivain irakienne, née à Bagdad en 1952. Elle y a fait des études de journalisme et a travaillé dans la presse et à la radio avant d'émigrer en 1979 à Paris où elle a  obtenu un doctorat de civilisation islamique. Elle est alors journaliste et correspondante de presse pour le quotidien arabe Asharq Al-Awsat de Londres  et la revue Kull Al-Usra  de l'émirat de Charjah. Elle a écrit une biographie sur Lourna Hilz qui a été mariée au célèbre peintre et sculpteur irakien Jawad Saleem. En 1996, elle acquiert la nationalité française et  réalise en 2004 un documentaire sur  Naziha Al Dulaimi, pionnière des mouvements féministes en Irak, fondatrice de la Ligue des femmes et première femme à devenir ministre dans le monde arabe  .
Depuis, elle a publié trois romans, Si je t'oublie, Bagdad , histoire d’une jeune Irakienne immigrée aux États-Unis, qui retourne dans son pays natal comme traductrice aux côtés de l’armée américaine pendant la guerre d'Irak de 2003,  Dispersés,  qui lui a valu le prix de littérature arabe 2016, décerné par l'Institut du monde arabe de Paris et L'Indésirable, qui raconte la rencontre à Paris de deux irakiennes en exil. Ses œuvres ont été traduites en français.

## Œuvres
- Lorna, her years with Jawad Selim (Dar el-Jadid, Beirut, 1998)
- Si je t'oublie, Bagdad, traduit de l'arabe (Irak) par Ola Mehanna et Khaled Osman, traduction de Al-ḥāfiẓaẗ al-amrīkiyyat, L. Levi, 2009  (ISBN 978-2-86746-517-8)
- Paroles d'Irakiennes : le drame irakien écrit par des femmes, présentation de textes rassemblés par Inaam Kachachi ; traduit de l'arabe par Mohammed Al Saadi, le Serpent à plumes, 2003  (ISBN 2-84261-434-8)
- Dispersés, trad. de François Zabbal, Paris, Gallimard, coll. « Du monde entier », 2016  (ISBN 978-2-07-014726-7) - Prix de littérature arabe 2016[5]
- L’indésirable, trad. de  Marianne Babut, Paris, Gallimard, coll. « Du monde entier », 2024  (ISBN 9782072990755)